# BUNGO -日本文學劇場-
「BUNGO -日本文學Cinema-」（日文：BUNGO 日本文學シネマ）是日本TBS和BS-TBS播出的六集電視單元劇。

## 概要
六齣30分鐘的電視單元劇，分別改編自日本六位文豪作家的短篇小說作品，由日本知名演員演出。

## 角色

### 黄金風景
- 津島修治：向井理（兒童時期：遠藤健慎）
- 阿慶：優香
- 警察・馬車屋：青木崇高

### 檸檬
- カジイ：佐藤隆太
- 丸善の店員：蓮佛美沙子
- 一階の男：赤堀雅秋
- ナカタニ：和田聰宏

### 高瀨舟
- 喜助：成宮寬貴
- 庄兵衛：杉本哲太
- 與平：タモト清嵐
- 老婆：岡本麗

### 魔術
- 櫻田龍一：塚本高史
- マティラム・ミスラ：村上淳
- 文子：中村友理
- 直哉：三浦誠己

### 富美子的腳
- 富美子：加藤羅莎
- 塚越：寺田農
- 宇之吉：夕輝壽太

### Goodbye
- 田島周二：山崎まさよし
- キヌ子：水川麻美
- 村松：小市慢太郎
- 青木：出口結美子
- 男：長江英和

## 工作人員
- 主題曲：生物股長「真昼の月」
- 旁白、朗讀：吉岡聖惠（いきものがかり）

### 黄金風景
- 原作：太宰治
- 腳本：菅野友惠
- 導演：アベユーイチ

### 檸檬
- 原作：梶井基次郎
- 腳本：いながききよたか
- 導演：吉田惠輔

### 高瀬舟
- 原作：森鷗外
- 腳本：久保裕章
- 導演：富樫森

### 魔術
- 原作：芥川龍之介
- 腳本：草野陽花
- 導演：熊切和嘉

### 富美子的腳
- 原作：谷崎潤一郎
- 腳本：菅野友惠
- 導演：橋本光二郎

### Goodbye
- 原作：太宰治
- 腳本：倉持裕
- 導演：篠原哲雄

## 播出時間
| 播出地域   | 電視台     | 作品       | 播出日期      | 播出時間             | 備考                   |
| ---------- | ---------- | ---------- | ------------- | -------------------- | ---------------------- |
| 關東廣域圈 | TBS        | 黃金風景   | 2010年2月15日 | 星期一 25:44 - 26:14 | TBS系列                |
| 關東廣域圈 | TBS        | 魔術       | 2010年2月16日 | 星期二 25:09 - 25:39 | TBS系列                |
| 關東廣域圈 | TBS        | 檸檬       | 2010年2月17日 | 星期三 25:14 - 25:44 | TBS系列                |
| 關東廣域圈 | TBS        | 富美子的腳 | 2010年2月22日 | 星期一 25:44 - 26:14 | TBS系列                |
| 關東廣域圈 | TBS        | 高瀨舟     | 2010年2月23日 | 星期二 25:09 - 25:39 | TBS系列                |
| 關東廣域圈 | TBS        | Goodbye    | 2010年2月24日 | 星期三 25:14 - 25:44 | TBS系列                |
| 日本全國   | BS-TBS     | 黄金風景   | 2010年2月20日 | 星期六 18:30 - 19:00 | TBS系列 BSデジタル放送 |
| 日本全國   | BS-TBS     | 魔術       | 2010年2月27日 | 星期六 18:30 - 19:00 | TBS系列 BSデジタル放送 |
| 日本全國   | BS-TBS     | 檸檬       | 2010年3月6日  | 星期六 18:30 - 19:00 | TBS系列 BSデジタル放送 |
| 日本全國   | BS-TBS     | 高瀨舟     | 2010年3月13日 | 星期六 18:30 - 19:00 | TBS系列 BSデジタル放送 |
| 日本全國   | BS-TBS     | 富美子的腳 | 2010年3月20日 | 星期六 18:30 - 19:00 | TBS系列 BSデジタル放送 |
| 日本全國   | BS-TBS     | Goodbye    | 2010年3月27日 | 星期六 18:30 - 19:00 | TBS系列 BSデジタル放送 |
| 山梨縣     | 山梨電視台 | 黄金風景   | 2010年3月2日  | 星期二 16:30 - 17:00 | TBS系列                |
| 山梨縣     | 山梨電視台 | 魔術       | 2010年3月3日  | 星期一 16:30 - 17:00 | TBS系列                |
| 山梨縣     | 山梨電視台 | 檸檬       | 2010年3月4日  | 星期四 16:30 - 17:00 | TBS系列                |
| 山梨縣     | 山梨電視台 | 富美子的腳 | 2010年3月5日  | 星期五 16:30 - 17:00 | TBS系列                |
| 山梨縣     | 山梨電視台 | 高瀨舟     | 2010年3月8日  | 星期一 16:30 - 17:00 | TBS系列                |
| 山梨縣     | 山梨電視台 | Goodbye    | 2010年3月9日  | 星期二 16:30 - 17:00 | TBS系列                |

## 資料來源
- BUNGO -日本文學シネマ-（页面存档备份，存于）
- 日本語維基百科BUNGO -日本文學シネマ-（页面存档备份，存于）